# 大法特拉山國家公園

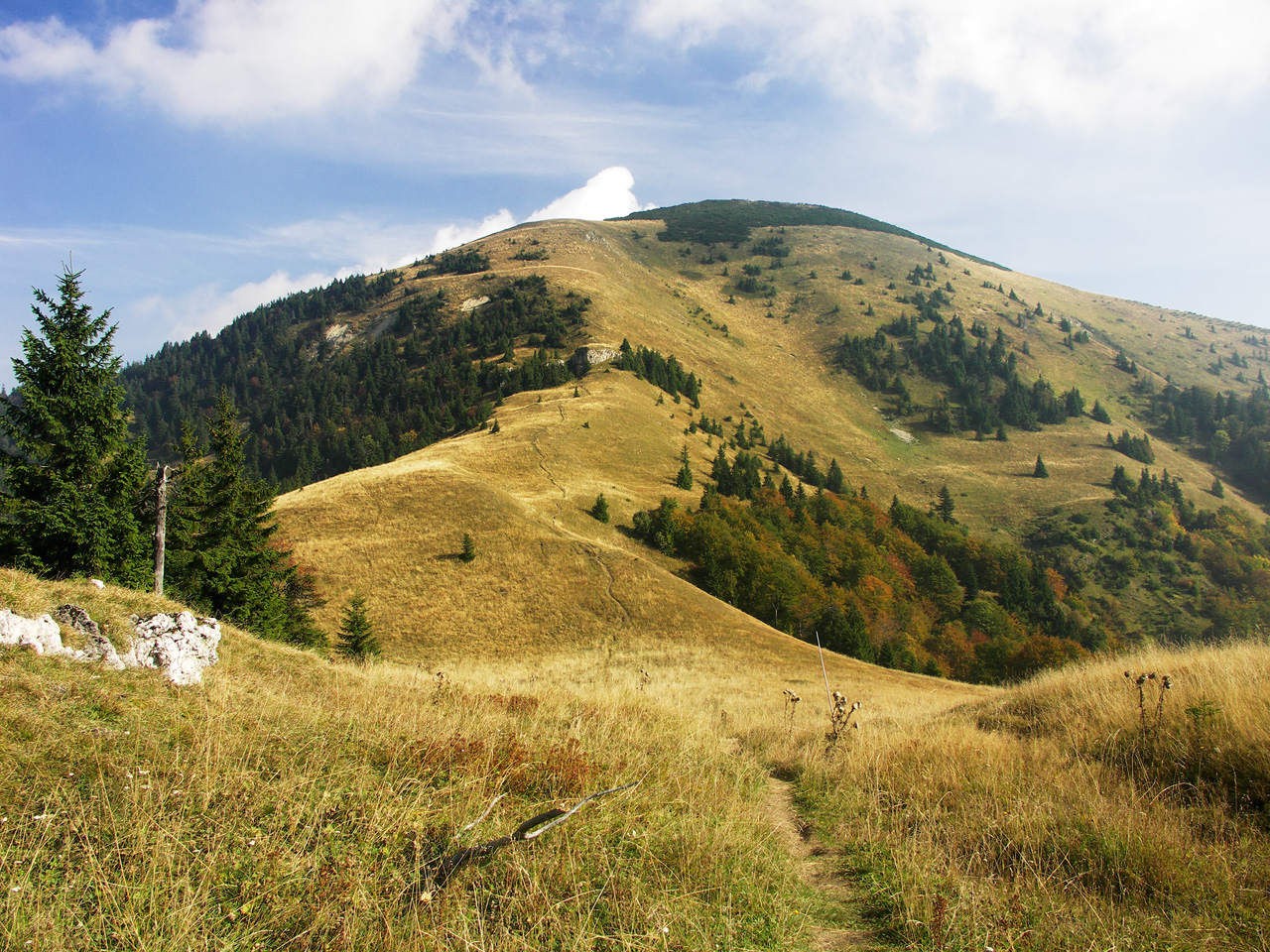

大法特拉山國家公園是斯洛伐克的國家公園，位於大法特拉山脈，橫跨日利納州南部和班斯卡-比斯特里察州北部，始建於2002年4月1日，面積404平方公里，最高點海拔高度1,592米。

## 外部連結
- Veľká Fatra National Park at Slovakia.travel

49°04′05″N 19°11′17″E / 49.068117°N 19.187933°E